# Andes muiri
Andes muiri är en insektsart som beskrevs av Synave 1955. Andes muiri ingår i släktet Andes och familjen kilstritar. Inga underarter finns listade i Catalogue of Life.